# 계류탑

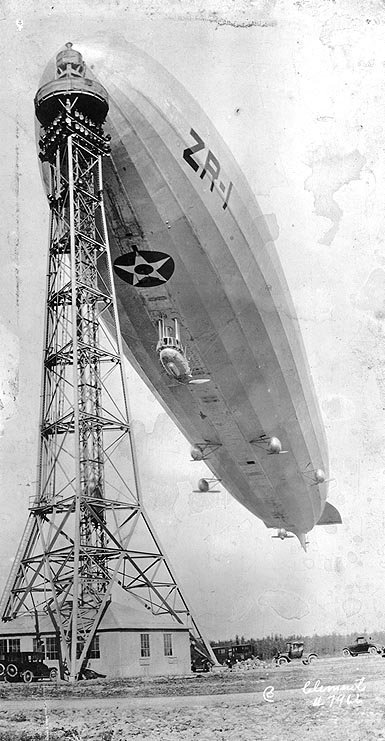
계류탑에 정박한 USS 섀년도어

계류탑(繫留塔, mooring tower)은 비행선을 비행선 격납고 바깥에서 정박시키기 위한 구조물이다. 보다 정확하게 말하면, 비행선의 뱃머리를 탑의 꼭대기에 고정시킬 수 있는 탑형 구조물을 말한다.